# Constitución Política de Costa Rica
La Constitución Política de Costa Rica de 1949 es la ley fundamental vigente en Costa Rica y fue aprobada el 7 de noviembre de 1949, como un nuevo proyecto de la Segunda República, generada por los disturbios políticos que sufrió el país en 1948.

## Emisión y contenido del texto original de la Constitución
La junta de gobierno presidida por José Figueres Ferrer  que asumió el poder en Costa Rica el 8 de mayo de 1948 tomó el nombre de Junta Fundadora de la Segunda República y el mismo día restableció provisionalmente la vigencia de los capítulos de garantías nacionales, individuales y sociales de la Constitución de 1871.  El 3 de septiembre de 1948, la Junta convocó a elecciones para una Asamblea Constituyente, que se inauguró el 15 de enero de 1949. Esta Asamblea reconoció la elección presidencial verificada en favor de Don Otilio Ulate y dispuso que este ejerciera la primera magistratura de 1949 a 1953.
La Junta Fundadora de la Segunda República había nombrado una comisión de juristas {jurista es una persona que investiga y estudia la jurisprudencia teoría de la ley} para preparar un proyecto de Constitución.  El proyecto formulado era extenso y contenía grandes innovaciones e ideas de avanzada; sin embargo, la Asamblea Constituyente lo desechó y tomó como base de discusión la Constitución de 1871,  aunque en el curso de las sesiones admitió algunos elementos de aquel. El 7 de noviembre de 1949, la Asamblea aprobó la nueva Constitución Política, que es la que actualmente rige. Estos logros se deben a la guerra de 1948.

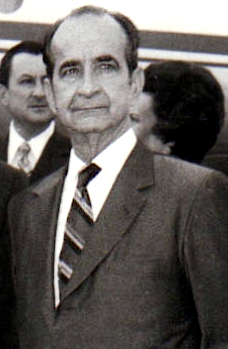
José Figueres Ferrer

## Resumen de la Constitución de Costa Rica
En su redacción original contaba con 1949 artículos distribuidos en dieciocho títulos y 19 artículos transitorios.
1. El artículo I, el más importante, declara que la República es libre e independiente; proclama que la soberanía reside en la Nación, fija los límites del territorio costarricense y consagra su soberanía sobre el espacio aéreo de su territorio, aguas territoriales y plataforma continental. Dispone que el Gobierno es popular, representativo, alternativo y responsable y lo ejercen los Poderes Legislativo, Ejecutivo y Judicial. Se dispone que las disposiciones contrarias a la Constitución son nulas y que corresponde a la Corte Suprema de Justicia, por dos terceras partes de votos, declarar la inconstitucionalidad de las disposiciones legislativas y de los decretos del Ejecutivo. Se proscribe el ejército como institución permanente.
2. El título II regula la condición de costarricense por nacimiento y por naturalización.
3. El título III regula la situación de los extranjeros, que tienen los mismos derechos y deberes que los costarricenses, con las excepciones que fijen la Constitución y las leyes.
4. El título IV contiene la enunciación de los derechos y garantías individuales. Entre las innovaciones que incluye figuran la prohibición del extrañamiento de costarricenses, la creación del recurso de Amparo al lado del de habeas corpus y el establecimiento de la jurisdicción contencioso-administrativa.
5. El título V se refiere a los derechos sociales, y además de los enunciados en el capítulo de garantías sociales introducido en 1943 a la Constitución de 1871, contiene otras disposiciones sobre la familia, entre ellas la prohibición de calificar la naturaleza de la filiación.
6. El título VI, relativo a la Religión, reproduce sin variaciones el texto de la reforma constitucional de 1882 sobre esa materia, al señalar que la Religión católica es la del Estado y que este contribuye a su mantenimiento, sin impedir el ejercicio de ningún otro culto que no se oponga a la moral universal ni a las buenas costumbres.
7. El título VII está dedicado a la educación y la cultura. Además de consagrar la obligatoriedad de la enseñanza primaria, se declara que ésta, la preescolar y la secundaria son gratuitas. Se garantiza la libertad de la enseñanza privada y se introducen diversas disposiciones con respecto a la Universidad de Costa Rica, la libertad de cátedra en la enseñanza superior y diversos fines culturales de la República.
8. El título VIII versa sobre los derechos y deberes políticos. Se establece el sufragio universal directo como derecho de los costarricenses de uno u otro sexo y se establece un Tribunal Supremo de Elecciones para organizar y dirigir los comicios, declarar el resultado de las elecciones y ejercer otras funciones relacionadas con el sufragio. Bajo su dependencia está el Registro Civil. Los miembros del Tribunal son elegidos para períodos de seis años por la Corte Suprema de Justicia, en votación no menor de los dos tercios de votos del total de los magistrados y deben reunir los requisitos exigidos a estos.
9. El título IX regula el Poder Legislativo, que ejerce una sola cámara denominada Asamblea Legislativa e integrada por 45 Diputados propietarios y al menos 15 suplentes. Los Diputados son elegidos por períodos de cuatro años y no pueden ser reelectos en forma sucesiva. El Poder Legislativo perdió algunas de sus atribuciones tradicionales, tales como las relativas a las elecciones, pero adquirió otras, entre ellas las de interpelar y dar votos de censura a los Ministros y nombrar comisiones investigadoras. Sus períodos de sesiones ordinarias fueron ampliados considerablemente. El Poder Ejecutivo puede vetar un proyecto de ley por considerarlo inconveniente o inconstitucional y en este último caso la Corte Suprema decide el asunto. La Asamblea está obligado a consultar a la Corte Suprema de Justicia, el Tribunal Supremo de Elecciones y otras instituciones en los proyectos de ley que se refieran a ellas y en algunos casos requiere de una mayoría calificada para apartarse de su criterio.
10. El título X versa sobre el Poder Ejecutivo, que ejercen el presidente de la República y los Ministros de Gobierno, éstos en calidad de obligados colaboradores y que son nombrados y removidos libremente por aquel. El período del Presidente es de cuatro años y un expresidente no puede ser volver a ser electo hasta transcurridos ocho años desde la conclusión de su anterior periodo. Hay dos Vicepresidentes de la República, que se eligen popularmente al mismo tiempo que el presidente y lo sustituyen en sus faltas temporales o absolutas. El Consejo de Gobierno los forman el presidente y los Ministros y tiene funciones específicas, como las de ejercer el derecho de gracia y nombrar y destituir a los representantes diplomáticos.
11. El título XI regula el Poder Judicial. U Corte Suprema de Justicia la forman diecisiete magistrados, elegidos por la Asamblea Legislativa para períodos de ocho años y reelegidos automáticamente para períodos iguales salvo decisión en contrario de dos terceras partes del total de los Diputados. Para el desempeño de la magistratura se exige el título de abogado y haber desempeñado la profesión durante diez años por lo menos.
12. El título XII se refiere al régimen municipal. Se mantiene la división en provincias, cantones y distritos. En cada cantón hay una Municipalidad, elegida popularmente cada cuatro años. Las corporaciones municipales son autónomas.
13. El título XIII versa sobre la Hacienda Pública y regula la emisión y ejecución de los presupuestos y las funciones de la Contraloría General de la República y la Tesorería Nacional.
14. El título XIV regula las instituciones autónomas, que gozan de independencia en materia de gobierno y administración. Entre ellas figuran los bancos del Estado, las instituciones aseguradoras estatales y los nuevos organismos creados por la Asamblea Legislativa por votación no menor de dos tercios del total de sus miembros.
15. El título XV regula el servicio civil y el XVI e] juramento que deben prestar los funcionarios públicos de observar y defender la Constitución y las leyes.
16. El título XVI se refiere a la revisión constitucional. Un proyecto de reforma parcial a la Constitución debe ser presentados en sesiones ordinarias por al menos diez diputados. El proyecto requiere ser aprobado por dos tercios de votos de la Asamblea y después pasa al Poder Ejecutivo. El Presidente lo devuelve con sus observaciones al respecto junto con su mensaje anual al Poder legislativo en su próxima reunión ordinaria. La Asamblea debe aprobar nuevamente la reforma por dos terceras partes de votos del total de sus miembros. La reforma general de la Constitución sólo puede efectuarse por una Asamblea Constituyente convocada al efecto, previo cumplimiento de los trámites de la reforma parcial.
17. El título XVII se refiere a la vigencia de la Constitución e incluye los artículos transitorios.